# Białka rybosomalne
Białka rybosomalne – białka wchodzące, oprócz rybosomalnego RNA, w skład rybosomów. Biorą udział w procesie translacji. Wśród białek rybosomalnych możemy wyróżnić czynniki inicjacji translacji, czynniki elongacyjne i czynniki uwalniające oraz inne białka, pełniące funkcje regulacyjne.

## Czynniki inicjacji translacji
Inicjują rozpoczęcie translacji poprzez związanie mRNA (u eukariontów czapeczki 5' i poliadenylowanego ogonka 3'), a następnie związanie tak powstałego kompleksu z podjednostką mniejszą rybosomu.

## Czynniki elongacyjne
Odpowiadają za wiązanie kompleksów aminoacylo-tRNA z rybosomem oraz przesuwanie transkryptu (mRNA) wzdłuż rybosomu po każdym dołączeniu aminokwasu do tworzonego łańcucha peptydowego.

## Czynniki uwalniające (terminacyjne)
Po napotkaniu kodonu STOP wysyłają sygnał terminacyjny do rybosomu, hydrolizują wiązanie estrowe peptydylo-tRNA i uwalniają zsyntetyzowane białko z rybosomu.